# Michel Martin de Villemer
Pour les articles homonymes, voir Michel Martin, Martin et Villemer.
Michel Martin, dit Michel Martin de Villemer, est un poète français né à Villemer (Yonne) le 17 avril 1933 et mort à Paris 20e le 11 août 2010.

## Biographie
Michel Martin fit ses études secondaires au Lycée Lavoisier, à Paris, où il fut l'élève de Maurice Fombeure, dont il deviendra par la suite l'ami et, au décès de ce dernier, un de ceux qui entretinrent sa mémoire.
Sa carrière professionnelle de déroula dans le commerce international. Il fut à ce titre expatrié dix ans en Afrique noire.

### Activités littéraires
Il eut de nombreuses responsabilités dans des associations littéraires. Il fut en particulier en 1983 un des membres fondateurs de La Jointée, en compagnie de Jacques Arnold, Georges Friedenkraft, Daniel Sauvalle et Jean-Pierre Desthuilliers. Et il occupa la fonction de chancelier et de trésorier de l’Académie rhodanienne des Lettres.
Comme conférencier, il fit connaître à de nombreux auditoires la vie et les œuvres de Maurice Fombeure et de Pierre Osenat, ainsi que de poètes de moindre notoriété tels que Geneviève Furn, Jacques Charles, Marthe Ripert-Sarrut ou Paule Laborie.

### Distinctions
- Chevalier de l'Ordre des Arts et Lettres
- Prix Paul Verlaine de la Maison de la poésie en 1985
- Grand Prix Pascal Bonetti de la Société des poètes français en 1995

## Œuvres

### Livres de poésie
- Farrago, Éditions Regain, 1956
- Campements, avec une lettre de Maurice Fombeure, Éditions Points et Contrepoints, 1964
- En échange du temps, Éditions Points et Contrepoints, 1964, 1973
- Voix sans issue, Éditions de la Revue moderne, 1979
- Jointée, Éditions Arcam, 1983 - Prix Paul Verlaine 1985
- Suage, Éditions Arcam, 1986 - Prix Joseph Autran 1987
- Rassade, Éditions Arcam, 1994 - Prix du Cerf-Volant 1994
- Stridulation de griot, Éditions Arcam, 1995 - Grand Prix Pascal Bonetti de la Société des poètes français, 1995
- Taros sur table, postface de Pierre Osenat, Éditions Arcam, 1998
- Verrines, Éditions Arcam, 2001
- Battitures, Éditions Arcam, 2003
- Ripopée, illustrations de Danièle Zuger, Éditions Arcam, 2005
- Traille, illustrations de Danièle Zuger, Éditions Arcam, 2007
- Morgeline pour ma Veuve, préface et notes sur le vocabulaire de Jean-Pierre Desthuilliers, illustrations de Danièle Zuger, Éditions La Jointée, 2010

### Présence en anthologies
- La Ville des poètes, série Fleurs d'encre, Hachette Livre 1997
- Jointhologie, Éditions La Jointée, 1990
- Anthologie du poème bref, Les Dossiers d'Aquitaine, 2005
- Anthologie des Mille Poètes, Editions de la Forêt des Mille Poètes, tome1 (2005) et tome 2 (2009)

### Publication en revues
- Le Cerf-Volant
- Jointure
- La Forêt des Mille Poètes